# Södra Vi-Djursdala församling
Södra Vi-Djursdala församling är en territoriell församling inom Svenska kyrkan i Smålandsbygdens kontrakt av Linköpings stift. Södra Vi-Djursdala församling ligger i norra delen av Vimmerby kommun i Kalmar län, på gränsen mot Östergötlands län i norr. Församlingen utgör ett eget pastorat.
Församlingens kyrkor heter Södra Vi kyrka samt Djursdala kyrka.

## Administrativ historik
Församlingen bildades 1 januari 2002 genom sammanslagning av Djursdala och Södra Vi församlingar och utgjorde då ett eget pastorat.